# Anita Garibaldi
Pour les articles homonymes, voir Anita Garibaldi (homonymie).
Ana Maria de Jesus Ribeiro, connue sous le nom d'Anita Garibaldi, née le 30 août 1821 à Laguna au Brésil et morte le 4 août 1849 à Ravenne, est une personnalité du Risorgimento. Elle est l'épouse de Giuseppe Garibaldi, héros de l'Unité italienne, rencontré en 1839, lors de l'exil de ce dernier en Amérique latine.

## Biographie

### Enfance et jeunesse
Ana Maria de Jesus Ribeiro naît dans une famille modeste descendant de Portugais immigrés des Açores dans l'État de Santa Catarina, au XVIIIe siècle. Le père, Benito, est plombier ; il épouse Maria Antonia de Jesus, qui lui donne six enfants, dont trois nés à Coxillas et trois autres à Morrinhos. À la mort du père et des trois fils, la mère et les trois filles déménagent à Carniza. Anita doit bien vite aider à la subsistance familiale, si bien qu’à l'âge de 14 ans, sur les conseils de la mère, elle épouse le 30 août 1835 à Laguna Manuel Durante de Aguiar, cordonnier de condition aisée, mais aux idées monarchistes. Après seulement trois années de mariage, le mari s'engage dans l'armée impériale, laissant la jeune épouse.

### Rencontre avec Garibaldi
En 1839, Giuseppe Garibaldi, combattant dans la révolution du Rio Grande do Sul (Guerre des Farrapos), débarque à Laguna, où il fait la connaissance d'Anita. La jeune femme, attirée par l'esprit du combattant, tombe amoureuse : habile cavalière, elle forme le jeune matelot qui, de son côté, l'initie à la technique militaire. Ils commencent leur vie commune tout en combattant les forces impérialistes.
Au cours de la bataille de Curitibanos, début 1840, Anita est faite prisonnière, mais le commandant ennemi, en admiration pour son tempérament farouche, se laisse convaincre de lui permettre de rechercher le cadavre de Giuseppe parmi les morts sur le champ de bataille alors qu'il n'est que blessé. Profitant d’un instant de distraction de son garde, Anita saisit un cheval et s’enfuit pour retrouver Garibaldi à Vacaria, dans le Rio Grande. Le 16 septembre 1840 nait leur premier fils auquel ils donnent le nom d'un patriote italien, Menotti. Peu de jours après, Anita échappe de nouveau à un guet-apens : les impériaux entourent la maison, mais elle s’échappe à cheval avec son nouveau-né et rejoint les bois où elle reste cachée pendant 4 jours, jusqu’au moment où Garibaldi la retrouve.
En 1841, la situation militaire devenant insoutenable, Garibaldi demande et obtient du général Bento Gonçalves de quitter l'armée républicaine : Anita, Giuseppe et Menotti partent à Montevideo où ils restent durant sept ans. En 1842, ils officialisent leur lien et se marient dans la paroisse de San Bernardino. En 1843 naît Rosita qui meurt à l’âge de 2 ans. Naissent ensuite Teresita, en 1845 et Ricciotti Garibaldi, en 1847.

### Soutien indéfectible de Garibaldi
Anita soutient toujours les choix de son mari, qui entre-temps enseigne l'histoire et les mathématiques. Ils continuent à avoir des rapports avec les réfugiés politiques italiens jusqu’au moment où Giuseppe constitue la Légion italienne contre les pro-argentins qui contestent la souveraineté de l'Uruguay.
En 1847, Anita appareille pour l'Italie avec ses fils. Quelques mois plus tard, à Nice, la mère de Garibaldi les rejoint. Le 9 février 1849, Anita assiste avec son mari à la proclamation de la République romaine, mais l'invasion franco-autrichienne de Rome, après la défaite au Janicule, les oblige à quitter la ville.
Souffrante et en état de grossesse avancée, Anita cherche à ne pas peser sur son mari, mais les conditions s'aggravent lorsqu'ils partent rejoindre la république de Saint-Marc. Le 2 août 1849, ravitaillées par la ville de Cesenatico, les troupes garibaldiennes quittent la cité sur 13 navires de pêche pour rejoindre Venise par la mer. Le 3 août, Garibaldi doit accoster dans les marais près de Comacchio pour y déposer Anita. Traquée par l'ennemi, elle est transportée en toute hâte dans une ferme de Mandriole, un quartier de Ravenne, où elle meurt de la fièvre typhoïde le 4 août 1849.

## Postérité
- Au cours des dix ans d'exil de Garibaldi, les restes d'Anita sont exhumés sept fois. Pour respecter la volonté de son mari, sa dépouille est transférée à Nice en 1859 ; en 1932, elle est déposée sous le monument érigé sur le Janicule, à Rome par le régime de Benito Mussolini.
- Des monuments sont érigés à sa mémoire au Brésil, notamment à Laguna, sa ville natale du Brésil, et en Italie (entre autres la promenade de bord de mer de Nervi à Gênes).
- La chanson Anita par Amedeo Minghi lui est dédiée.
- Le film brésilien Anita e Garibaldi (2013) met en scène la rencontre avec Garibaldi au Brésil.
- Créé en 2017, le Trophée Anita Garibaldi récompense l'équipe de rugby à XV féminin gagnant le match du Tournoi des Six Nations entre la France et l'Italie.

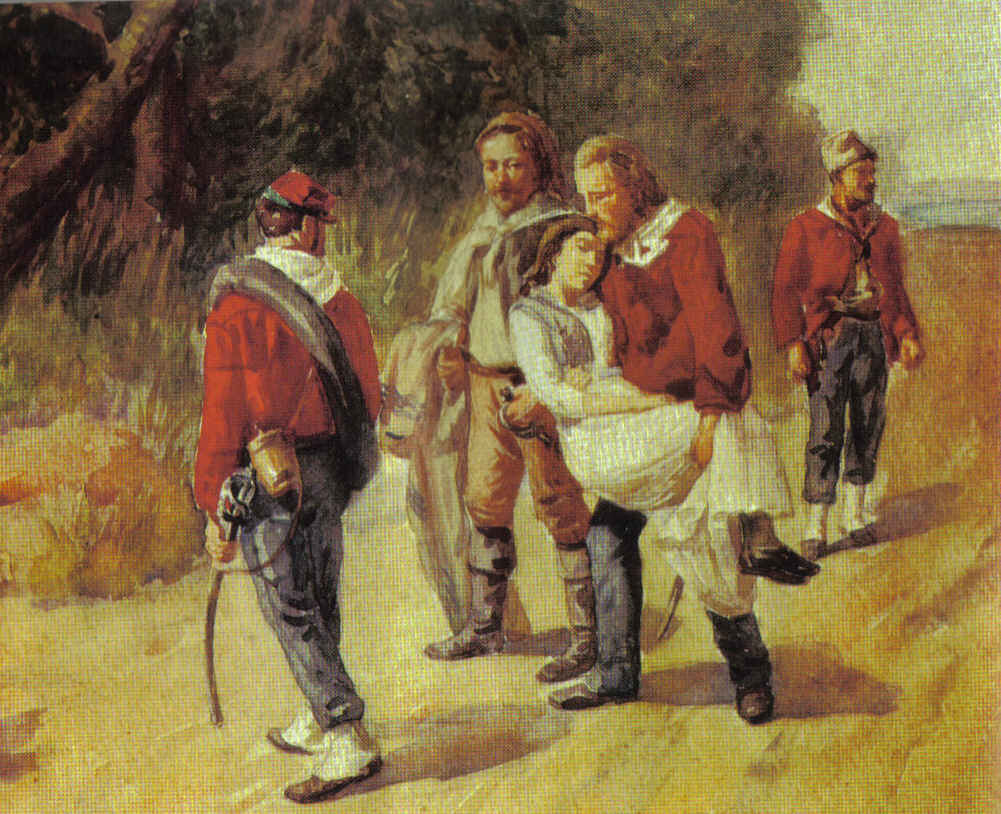
Peinture d'un auteur inconnu représentant Garibaldi et Anita mourante
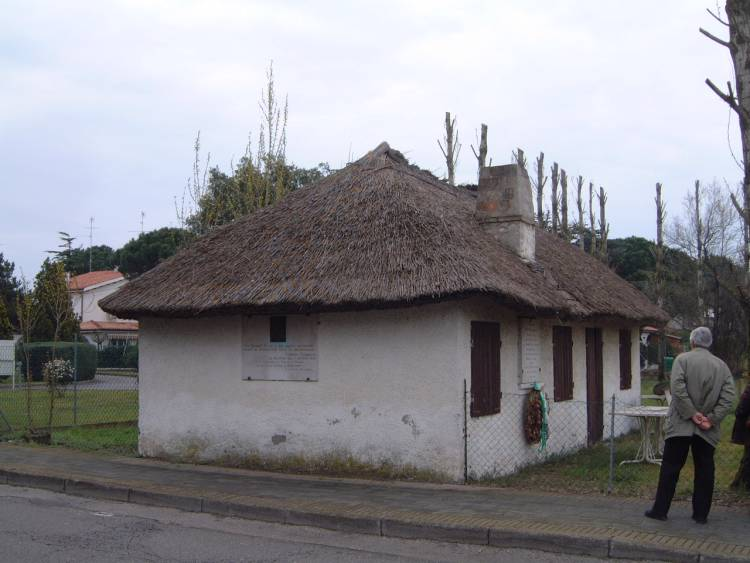
Maison de pêcheur du Lido delle Nazioni où fut déposée Anita le 2 août 1849
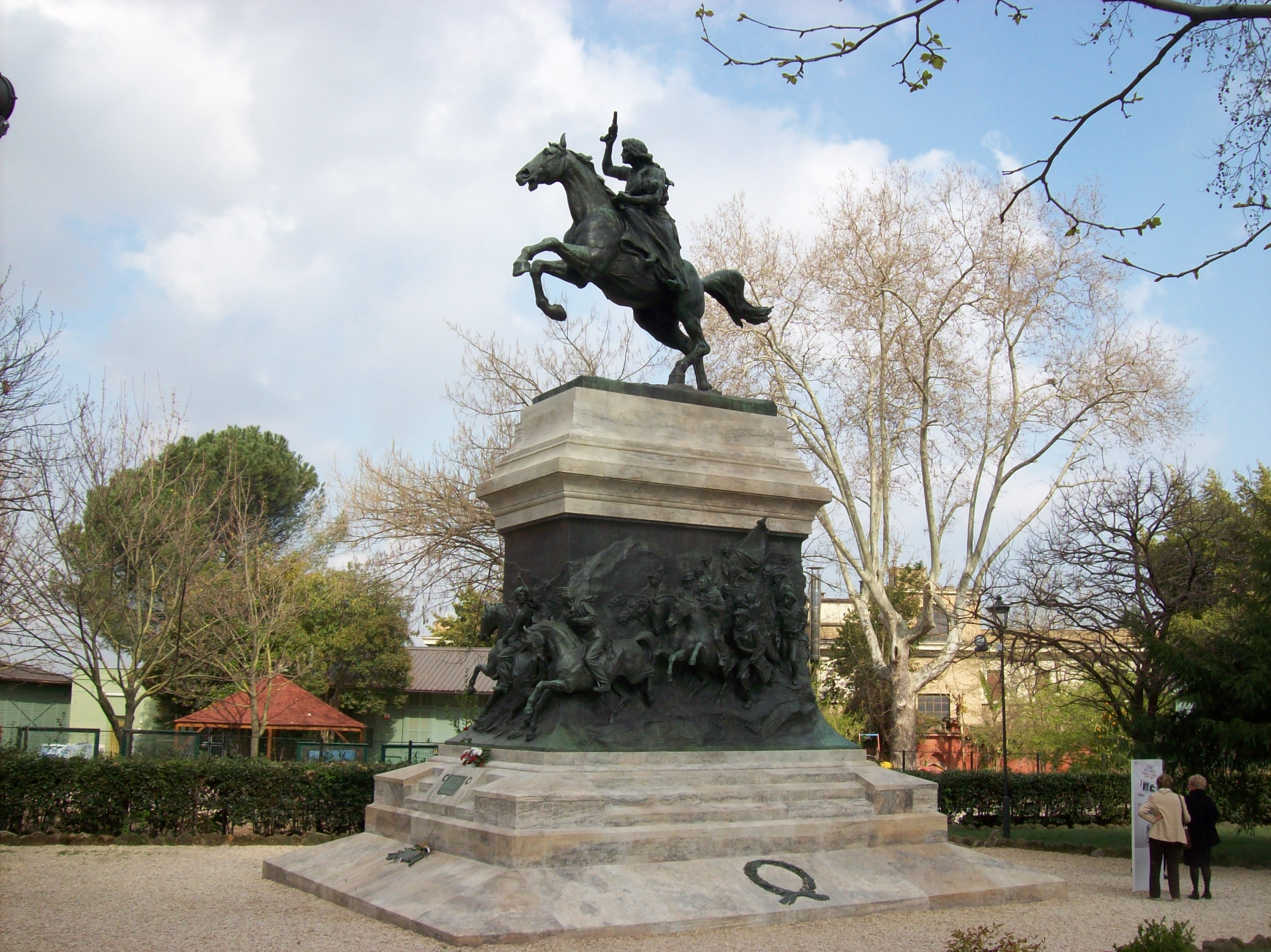
Monument et tombe d'Anita Garibaldi sur le Janicule